# Hysterochelifer
Genre
Synonymes
- Karachelifer Hadži, 1938

Hysterochelifer est un genre de pseudoscorpions de la famille des Cheliferidae.

## Distribution
Les espèces de ce genre se rencontrent en Europe du Sud, en Afrique du Nord, au Moyen-Orient, en Asie centrale et en Amérique du Nord.

## Liste des espèces
Selon Pseudoscorpions of the World (version 3.0) :
- Hysterochelifer afghanicus Beier, 1966
- Hysterochelifer cyprius (Beier, 1929)
- Hysterochelifer distinguendus (Beier, 1929)
- Hysterochelifer fuscipes (Banks, 1909)
- Hysterochelifer geronimoensis (Chamberlin, 1923)
- Hysterochelifer gracilimanus Beier, 1949
- Hysterochelifer meridianus (L. Koch, 1873)
- Hysterochelifer pauliani Vachon, 1938
- Hysterochelifer proprius Hoff, 1950
- Hysterochelifer spinosus (Beier, 1930)
- Hysterochelifer tauricus Beier, 1963
- Hysterochelifer tuberculatus (Lucas, 1849)
- Hysterochelifer urbanus Hoff, 1956

## Publication originale
- Chamberlin, 1932 : A synoptic revision of the generic classification of the chelonethid family Cheliferidae Simon (Arachnida) (continued). Canadian Entomologist, vol. 64, p. 17-21 & 35-39.